# (181708) 1993 FW
1993 أف دابليو (ويعرف أيضًا باسم (181708) 1993 أف دابليو وفق تسمية الكوكب الصغير) (بالإنجليزية: 1993 FW)‏ هو كويكب ضمن حزام الكويكبات؛ وترتيبه 181708 من حيث الاكتشاف.
اكتُشف هذا الجُرم الفلكي بواسطة جين لوو في 28 مارس 1993.

## وصلات خارجية
- (181708) 1993 FW في قاعدة بيانات مختبر الدفع النفاث لأجرام النظام الشمسي الصغيرة

- الاكتشاف · مخطط المدار ·  العناصر المدارية · المعلمات المادية

- (181708) 1993 FW على موقع ويكي سكاي: DSS2, SDSS, GALEX, IRAS, Hydrogen α, X-Ray, Astrophoto, Sky Map, Articles and images